# Limendous
Limendous – miejscowość i gmina we Francji, w regionie Nowa Akwitania, w departamencie Pireneje Atlantyckie.
Według danych na rok 1990 gminę zamieszkiwało 340 osób, a gęstość zaludnienia wynosiła 45 osób/km² (wśród 2290 gmin Akwitanii Limendous plasuje się na 845. miejscu pod względem liczby ludności, natomiast pod względem powierzchni na miejscu 1236.).